# إريك تايلور (كاتب)
اريك تايلور (بالإنجليزية: Eric Taylor) هو كاتب سيناريو أمريكي، ولد في 17 يونيو 1897 في شيكاغو في الولايات المتحدة، وتوفي في 8 سبتمبر 1952 في سان فرانسيسكو في الولايات المتحدة.

## وصلات خارجية
- إريك تايلور على موقع IMDb (الإنجليزية)
- إريك تايلور على موقع ألو سيني (الفرنسية)
- إريك تايلور على موقع أول موفي (الإنجليزية)
- إريك تايلور على موقع قاعدة بيانات الأفلام السويدية (السويدية)
- إريك تايلور على موقع قاعدة بيانات الفيلم (الإنجليزية)
- إريك تايلور على موقع كينوبويسك (الروسية)